# Rheinkniebrücke
Rheinkniebrücke (hrvatski: Most na koljenu Rajne) je most sa kosim kablovima koji vodi preko Rajne u Düsseldorfu, sa šestotračnom cestom za automobile i dvije kombinirane pješačke i biciklističke staze. Pušten je u promet 16. listopada 1969.

## Povijest
Odluka o izgradnji mosta donesena je 1962. godine. Izrada projekta povjerena je arhitektu Friedrichu Tammsu. Fritz Leonhardt imenovan je glavnim inženjerom. Most su 1965. izgradili Deutsche Maschinenbau-Aktiengesellschaft (Demag AG), Gutehoffnungshütte, Aktienverein für Bergbau und Hüttenbetrieb i Hein, Lehmann & Co. Most je pušten u rad 16. listopada 1969. godine. U vrijeme otvaranja bio je to most s kosim kablovima s najvećim rasponom na svijetu.

## Lokacija
Most povezuje düsseldorfske četvrti Unterbilk i Oberkassel. Most je dobio ime po svom položaju.

## Vanjske poveznice
|  | Zajednički poslužitelj ima još gradiva o temi Rheinkniebrücke |